# Masters de Roma 2010
El 2010 Internazionali BNL d'Italia fue un torneo de tenis masculino que se jugó del 25 de abril al 2 de mayo de 2010 sobre polvo de ladrillo. Fue la 67.ª edición del llamado Masters de Roma. Tuvo lugar en el Foro Itálico en Roma, Italia.

## Campeones

### Individuales masculinos
Rafael Nadal vence a  David Ferrer, 7–5, 6–2.

### Dobles masculinos
Bob Bryan /  Mike Bryan vencen a  John Isner /  Sam Querrey, 6–2, 6–3.

### Individuales femeninos
María José Martínez Sánchez vence a  Jelena Janković, 7–6(5), 7–5.

### Dobles femeninos
Gisela Dulko /  Flavia Pennetta vencen a  Nuria Llagostera Vives /  María José Martínez Sánchez, 6–4, 6–2.
| Predecesor: Roma 2009       | Masters de Roma 2010    | Sucesor: Roma 2011   |
| Predecesor: Montecarlo 2010 | ATP Masters Series 2010 | Sucesor: Madrid 2010 |